# Robert Fiszkal
Robert Fiszkal (ur. 27 czerwca 1908 w Komornikach, w powiecie wieluńskim, zm. 5 kwietnia 1980 w Cieszynie) – polski ksiądz ewangelicki, członek Synodu Kościoła Ewangelicko-Augsburskiego, radca konsystorza, proboszcz parafii ewangelicko-augsburskiej w Chorzowie i w Wiśle, działacz społeczny i narodowy.

## Życiorys
Robert Fiszkal był synem Augusta Fiszkala i Berty z domu Gol. Rodzina zajmowała się rolnictwem. Ukończył szkołę powszechną w Komornikach oraz gimnazjum w Wieluniu. Po uzyskaniu świadectwa dojrzałości w 1929 podjął studia na Wydziale Teologii Ewangelickiej Uniwersytetu Warszawskiego. W 1933 po ukończeniu studiów zdał egzamin konsystorski w październiku tego samego roku i został ordynowany na duchownego. Skierowano go do pracy jako wikariusza parafii ewangelickiej w Osówce k. Lipna. Po kilku miesiącach podjął obowiązki wikariusza senioralnego w Cieszynie. We wrześniu 1934 roku przeprowadził się na Górny Śląsk oraz podjął pracę jako katecheta ewangelicki w szkołach średnich w Pszczynie oraz Rybniku.
Po uchwaleniu przez Sejm Śląski „ustawy o tymczasowej organizacji Ewangelickiego Kościoła Unijnego na Górnym Śląsku”, nowym podziale administracyjnym Kościoła Ewangelicko-Augsburskiego oraz w związku z wymianą duchownych unijnych na polskich księży w listopadzie roku mianowany proboszczem parafii ewangelickiej w Rybniku (w latach 1937-1939). Był współpracownikiem Towarzystwa Polaków Ewangelików na Górnym Śląsku oraz Stowarzyszenia Niewiast Ewangelickich, a także Związku Młodzieży Ewangelickiej. Działał na rzecz polskości Śląska. Po wybuchu II wojny światowej, w Ewangelickim Kościele Unijnym na polskim Górnym Śląsku unieważniono decyzje urzędującej w latach 1937-1939 Tymczasowej Rady Kościelnej. Wskutek tego utracił probostwo oraz został zmuszony do wyjazdu ze Śląska. Zamieszkał początkowo w Cieszynie, a następnie w rodzinnych Komornikach, potem w Kętach i znów w Cieszynie. Pracował m.in. jako księgowy w Spółdzielni Rolniczej w Złoczewie a nawet jako robotnik w tartaku w Trzyńcu.
Po zakończeniu wojny powrócił do Rybnika. W lipcu 1945 objął parafię parafii ewangelicko-augsburskiej w Chorzowie. Został także administratorem parafii w Siemianowicach i Miechowicach (obecnie dzielnica Bytomia). Na początku 1946 Konsystorz Kościoła Ewangelicko-Augsburskiego powierzył mu faktycznie obowiązki seniora diecezji katowickiej, które sprawował do 1950. PRL-owskie władze często traktowały ewangelików jak Niemców, zmuszając ich do wyjazdu z Polski. Parafia, która przed wojną liczyła ok. 5 tys. wiernych, pięć lat po wojnie zmniejszyła się blisko o połowę.
W 1950 wybrany do Synodu Kościoła, następnie do Konsystorza i Naczelnej Rady Kościoła. Od listopada 1951 aż do stycznia 1958 pełnił obowiązki wiceprezesa Konsystorza oraz sekretarza Naczelnej Rady Kościoła. W czerwcu 1951 został wybrany przez wspólnotę ewangelicką proboszczem parafii w Chorzowie. Organizował pomoc dla potrzebujących, starał się przeciwdziałać wyjazdom. Do 1960 pozostało jednak w parafii niewiele ponad 1,5 tys. wiernych. Stale zmniejszająca się liczba wiernych zapewne spowodowała jego rezygnację ze sprawowanego urzędu oraz przenosiny do parafii ewangelickiej w Wiśle. W listopadzie 1956 tamtejsze Zgromadzenie Parafialne wybrało go proboszczem miejscowej parafii, liczącej ponad 6 tys. wiernych. Pracował tam aż do emerytury, na którą przeszedł z końcem listopada 1978. Był tajnym współpracownikiem Służby Bezpieczeństwa o pseudonimie „Góral”.
Na emeryturze zamieszkał w Cieszynie, m.in. wspierał budowę Domu Opieki „Emaus” w Dzięgielowie oraz działalność chórów kościelnych. Zmarł 5 kwietnia 1980 w Wiśle, pochowany został na cmentarzu ewangelickim w Cieszynie.
Krytycznie oceniał Zjednoczony Kościół Ewangeliczny, zarzucił, że w swej pracy misyjnej posługuje się „przymilaniem, przekupstwem i zastraszaniem”.

## Odznaczenia
Dziesięć lat przed śmiercią, w 1970 odznaczony Krzyżem Komandorskim Orderu Odrodzenia Polski.